# أثول (إسكتلندا)

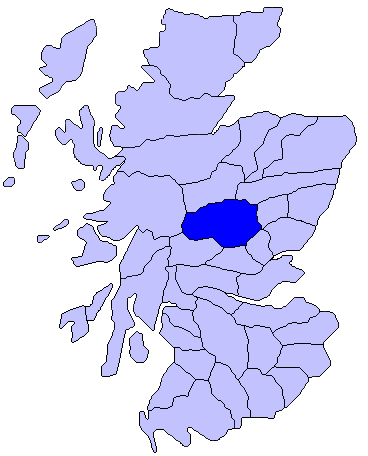
خريطة إسكتلندا ويظهر عليها الموقع التقريبي لمقاطعة أثول.

أثول (بالإنجليزيَّة: Atholl، بالغيلية الإسكتلندية: Athall) هو اسم أحد التقسيمات التاريخيَّة الكبرى في المرتفعات الإسكتلنديَّة. يحدها (مرتَّبة عكس عقارب الساعة بدءًا من جهة الشمال الشرقي) مار، وبيدينوخ، ولوخابر، وبردالبن، وستراثيرن، وبيرث، وغاوري. كانت أثول مملكة بيكتيَّة من الناحية التاريخيَّة. أصبحت واحدة من المقاطعات الأصليَّة لمملكة ألبا قبل أن تدمج تحت ولاية إسكتلندا القضائيَّة ومن ثم ضمن مقاطعة بيرثشاير. تشكل اليوم القسم الشمالي من منطقة مجلس بيرث وكينروس في إسكتلندا.